# Priyanka
Mark Suknanan (Whitby, 28 de mayo de 1991) conocido artísticamente como Priyanka, es una personalidad canadiense de la televisión y drag queen. Compitiendo bajo su nombre de drag ganó la primera temporada de Canada's Drag Race en 2020 después de dejar su trabajo como presentador de The Zone, donde se presentaba como Mark Suki.
Antes de competir en Drag Race, Suknanan trabajó como presentador de televisión infantil, sobre todo en The Zone de YTV y como presentador web de The Next Star. Actuando como drag queen en clubes de Toronto, fue votada como la mejor de Toronto en la encuesta anual de lectores de Now en 2019.
De ascendencia indoguyanesa, Suknanan es un alumno de Niagara College.
| Predecesora: - | Ganadora de Canada's Drag Race 2020 | Sucesora: Icesis Couture |